# ニア諸島

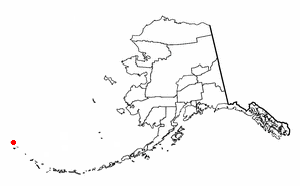
ニア諸島の位置

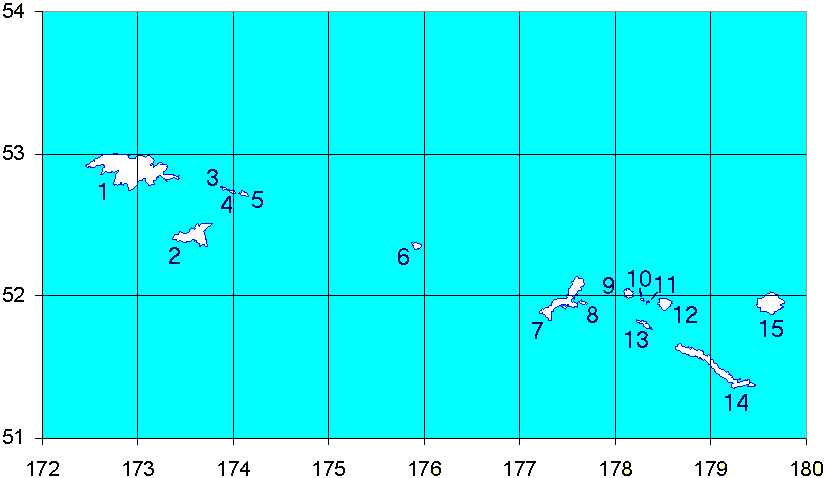
1-5 ニア諸島
1 - アッツ島
2 - アガッツ島
3-5 - セミチ諸島
3 - アライド島
4 - ニズキ島
5 - シェムリャ（またはシェミア）島
6 - バルディア（またはブルダー）島
7-15 ラット諸島
7 - キスカ島
8 - 小キスカ島
9 - セグラ島
10 - クヴォストフ島
11 - ダヴィドフ島
12 - 小スィッキン島
13 - ラット島
14 - アムチトカ島
15 - セミソポクノイ島

ニア諸島（ニアしょとう、英: Near Islands）とはアリューシャン列島のバルディア島とコマンドルスキー諸島の間に位置する諸島。

## 概要
アリューシャン列島におけるアメリカ合衆国領の諸島では一番西に属する。
さらに西のコマンドルスキー諸島との間には、ロシア連邦との国境線と国際日付変更線がある。
アラスカ州に属する。面積は1,143.785 km2で人口は47人(2000年)。
主な島にアッツ島、アガッツ島、シェミア島などがある。

## 歴史
諸島名は18世紀にロシアの探検家によりアリューシャン列島で最もロシアに近いことからニア諸島と命名された。
1942年、第二次世界大戦で日本軍が占領し1943年アメリカ軍のアッツ島上陸によりアッツ島の戦いが勃発した。